# Mariano Boedo
Mariano Joaquín Boedo (Salta, 25 de julio de 1782-Buenos Aires, 9 de abril de 1819) fue un abogado y político argentino, diputado por Salta en el Congreso de Tucumán de 1816.

## Biografía
Hijo de Manuel Antonio de Boedo y García, oriundo de Galicia, y de la salteña María Magdalena de Aguirre y de Aguirre Calvo de Mendoza, quien descendía en línea directa por vía paterna y materna de Francisco de Aguirre, conquistador de Chile y de su madre, Constanza de Meneses, una descendiente en vía directa de Juan Alfonso Tello , IV conde de Barcelos y I de Ourém, y de Guiomar Lopes Pacheco una bisnieta de Sancho IV rey de Castilla y de León. Constanza de Meneses; de modo que la madre de Francisco de Aguirre pertenecía a la antigua e ilustre Casa de Meneses. 
[cita requerida]
La Casa de Meneses es un linaje nobiliario español originario de la Corona de Castilla y con importantes ramas en el reino de Portugal, con los marqueses de Marialva, de Cila Real y los duques de Camiña. 
Mariano Joaquín Boedo se recibió de abogado en 1805 después de estudiar en el seminario de Loreto, en Córdoba y en la universidad de Chuquisaca. Se casó con Javiera Lesser del Castillo.
Fue secretario de la Real Audiencia de Buenos Aires y amigo de Mariano Moreno. Cuando regresó a su ciudad natal se dedicó a la política, adhiriéndose a la Revolución de Mayo en el Cabildo Abierto que se reunió para tratar dicho movimiento. Juan Martín de Pueyrredón, en ese entonces gobernador de Córdoba, lo nombró asesor letrado y quedó a cargo de la Intendencia cuando aquel fue designado presidente de Charcas. Fue agente de Martín Miguel de Güemes durante las desavenencias de este con José Rondeau, motivado por los conflictos con Jujuy, en 1815, suscribiendo el correspondiente tratado entre ambas partes. 
Junto con José Moldes y José Ignacio de Gorriti fue designado diputado por Salta al mencionado Congreso de Tucumán. Siendo designado vicepresidente el 1 de julio de 1816, firmó como tal la declaración de la Independencia el 9 de julio de ese año. Intervino destacadamente en debates de importancia del Congreso y fue presidente del mismo en 1817. Al siguiente año dejó su banca por problemas de salud y regresó a su provincia. No volvió a ocupar cargos públicos y retornó a Buenos Aires donde falleció en 1819. Sus restos se hallan en la Iglesia de San Francisco.

## Matrimonio y descendencia
Contrajo matrimonio con Javiera Lesser. De este matrimonio nacieron: 
- Melitón Boedo, que contrajo matrimonio con Melitona Tamayo y Arias, hija de Juan Esteban Tamayo, teniente gobernador de Salta, y hermana de Vicente Tamayo, gobernador de Salta.
- Miguel Boedo, que se casó con Josefa Tamayo y Arias, hermana de la ya mencionada Melitona Tamayo

Cabe mencionar que entre sus descendientes estuvieron el salteño Arturo Oñativia, ministro de Salud de la Nación, y el historiador santiageño Hugo Martínez Moreno.